# Szikla mecset
A Szikla mecset vagy sziklamecset, vagy más nevein szikladóm, sziklatemplom, sziklaszentély (arabul: قبة الصخرة, Qubbat aṣ-Ṣakhra, Kubbat asz-Szahra, héberül: כיפת הסלע, Kipat ha-Szela), a jeruzsálemi Templom-hegyen az iszlám hívőinek egyik legfontosabb szent helye.

## Történet
Miután az 1. században a zsidók fellázadtak a római elnyomás ellen, Titus római hadvezér seregei több évi ostrom után elfoglalták Jeruzsálemet és elpusztították a várost, a Templom-hegyen álló monumentális jeruzsálemi templommal együtt. A 2. század elején a Bar Kohba-felkelés leverése után a rómaiak örökre kitiltották a zsidókat Jeruzsálemből és egy Jupiternek szentelt pogány templomot építettek a Templom-hegyre. A későbbi évszázadokban még többször történtek próbálkozások a zsidók és keresztények részéről, hogy újra megépítsék az eredeti templomot. A 7. században a Jeruzsálemet elfoglaló muzulmánok a saját szent helyeiket építették fel a hegyre; az aranyló tetejű Sziklamecsetet, majd az ezüstös tetejű al-Aksza-mecsetet.
Abd al-Malik omajjád kalifa kibontatta az eredeti sziklát – amelyet a muzulmánok és a zsidók is annak a kőnek tartanak, ahol Ábrahámnak fel kellett volna áldoznia a fiát – és mecsetet építtetett fölé. A Sziklamecset megépítése (685–692) a tudósítások szerint hatalmas összeget (az Egyiptomból szerzett éves jövedelem hétszeresét) emésztette fel. A kalifa később ezt a helyet a Mekkához hasonlóan a muzulmánok zarándokhelyévé nyilvánította.
A hagyomány szerint Gábriel arkangyal Mohamed prófétát felébresztette álmából, s szárnyas paripán Jeruzsálembe repítette. Onnan a Templom-hegy (vagy Mórija-hegy) csúcsáról felszállt az égbe, ahol Allah rábízta az iszlám hit parancsolatait. A zarándokok itt láthatják a próféta paripájának lábnyomát.

## Az épület
Az épületnek nyolcszögletes az alaprajza, mert a kalifa zarándokhellyé nevezte ki a területet, így a Szent Sziklát ugyanúgy, mint a Kábát körbe kellett járni. A Kábával együtt a Szikladóm a legrégebbi iszlám építészeti emlék, amely megőrizte eredeti funkcióját.
A Sziklamecset belső díszítésének nagyobb része eredeti állapotban maradt meg. A falak alsó részét kőlapokkal, felső részét mozaikokkal borították. A kőlapok mintázata bizánci eredetű. A mozaikok egy kertet ábrázolnak, különböző növénymotívumok, fák és gyümölcsök ismerhetők fel rajtuk. Az aranyozott kupola harminc méterrel emelkedik a Szikla fölé. Valójában két egymásra helyezett kupolából áll, amelyeket fabordákkal választottak el egymástól. A két kupola közötti üreget parafával töltötték ki, ez a réteg tompítja a jeruzsálemi klímára jellemző hőmérsékletingadozások hatását, ami enélkül komolyan károsítaná belső díszítését. A fából készült kupola folyamatos karbantartást igényel, jelentősebb restaurálások történtek Szaladin (1187), a mamlúk An-Nászir Muhammad (1318-1320) és az oszmán II. Mahmud (1818) szultánok uralkodása alatt. Stukkótechnikával készült aranyozott belső borítása valószínűleg 1818-ban készült. A kupola kör alakú dobon nyugszik, amely négy támpilléren áll. Felirata kúfi stílusú arab szöveg, ez a legkorábbi ilyen stílusú felirat az iszlám építészet történetében. A szövegek a Koránból valók, kiválasztásuk szokatlan, és arra szolgálnak, hogy kiemeljék az iszlám vallás felsőbbrendűségét egy keresztény környezetben. A szövegben az egyik idézet Allahot teremtőként mutatja be, a következő Mohamedet a zsidó próféták és Jézus utódjának írja le. Majd egy szokatlanul hosszú szövegrész foglalkozik Jézussal és Szűz Máriával iszlám megközelítésből.
Az épület közepén található Sziklát tizenkét különböző stílusú, más-más oszlopfőben végződő a Szikladómnál is régebbi épületekből származó oszlop veszi körül. Felettük árkádokat alakítottak ki, egy-egy árkádrész három oszlop felett ível át. Az épület a kupoladobon és az alsó, nyolcszögű alsó szinten található ablakokon keresztül kap fényt.
Az épület felső részét eredetileg kívül is aranymozaikokkal borították, az oszmán uralom alatt azonban Nagy Szulejmán utasítására 1552-ben kívülről színes csempékkel díszítették. Külső oldalán a csempeburkolatot kalligráfiával díszített csempesor zárja le. A kupoladobot is csempedíszítéssel látták el, felületét ólomüveg ablakok tagolják. A csempeborítás is folyamatos karbantartást igényel, az utolsó nagyszabású renoválást 1959 és 1964 között végezték el. A rövid életű keresztény uralom alatt Templum Domini (’az Úr temploma’) néven keresztény templomként működött.

## Galéria

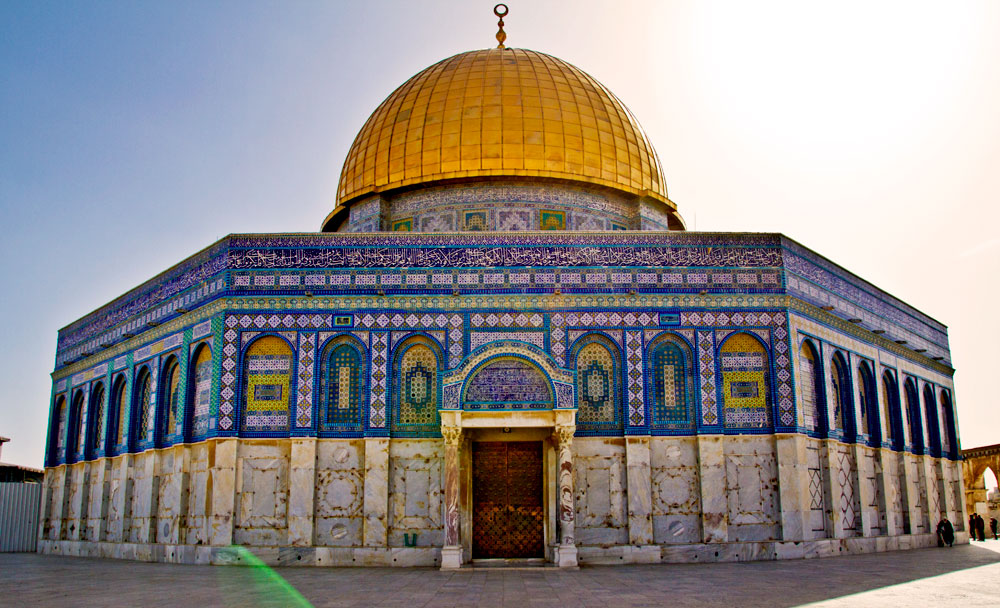
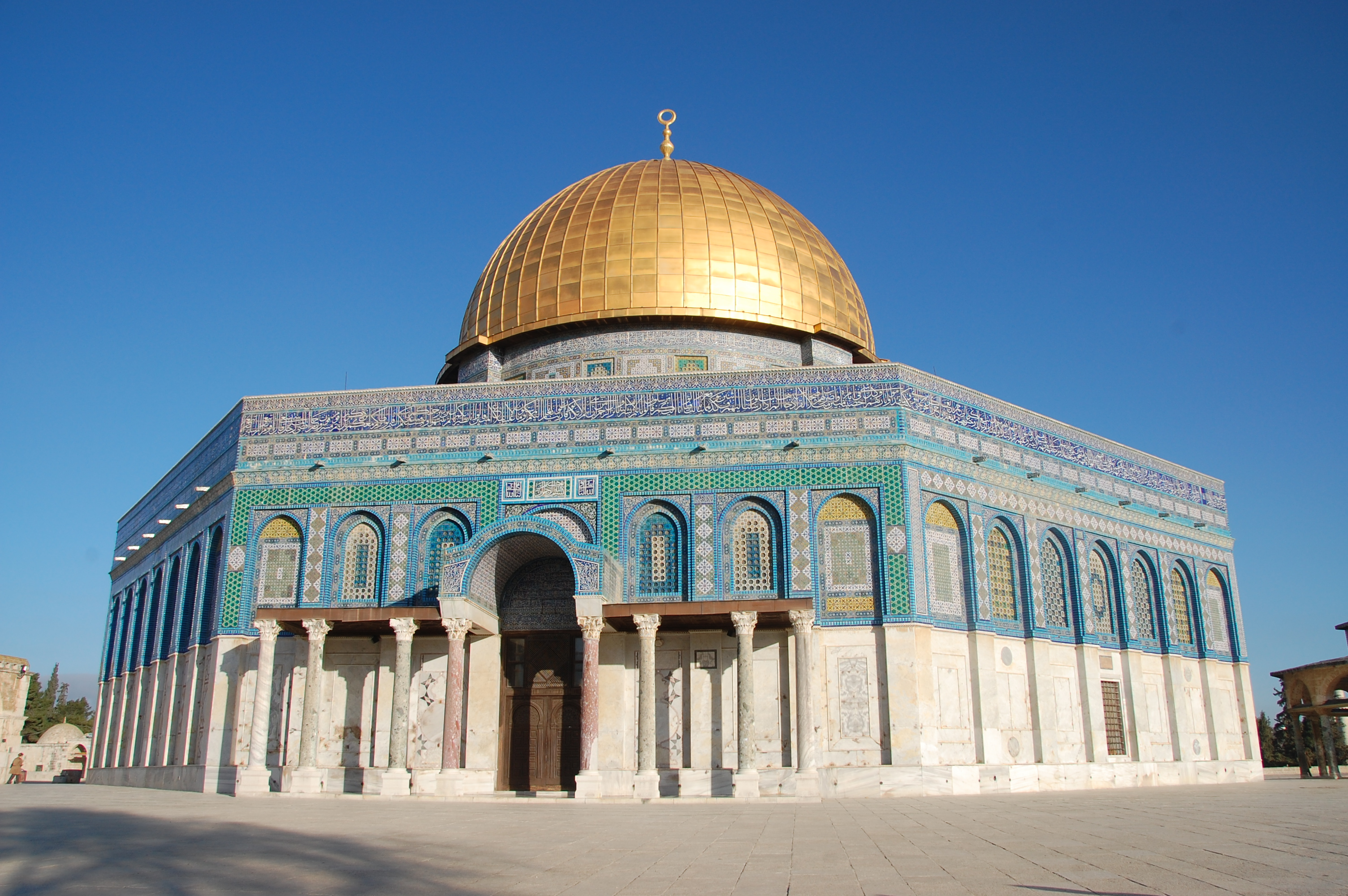
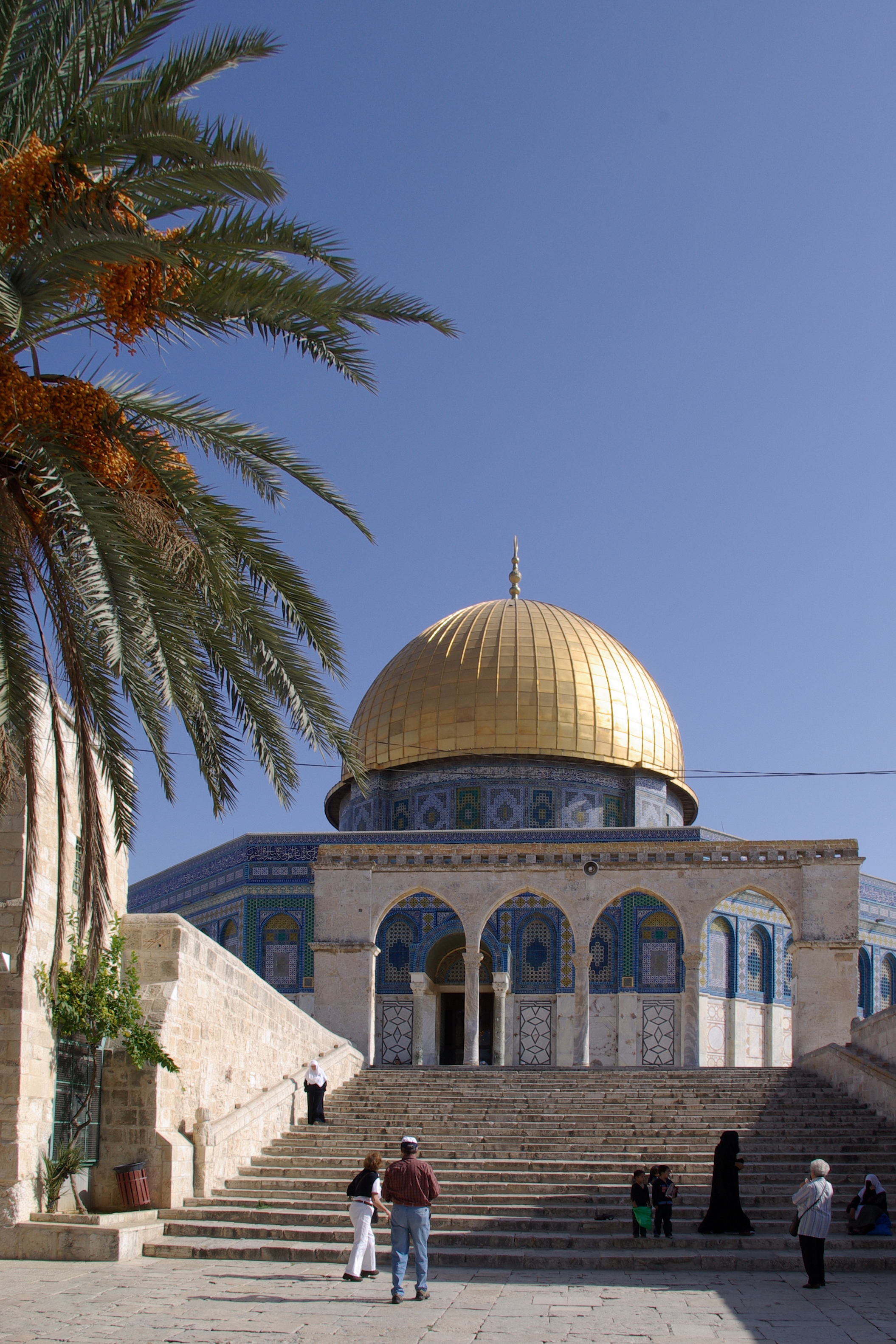
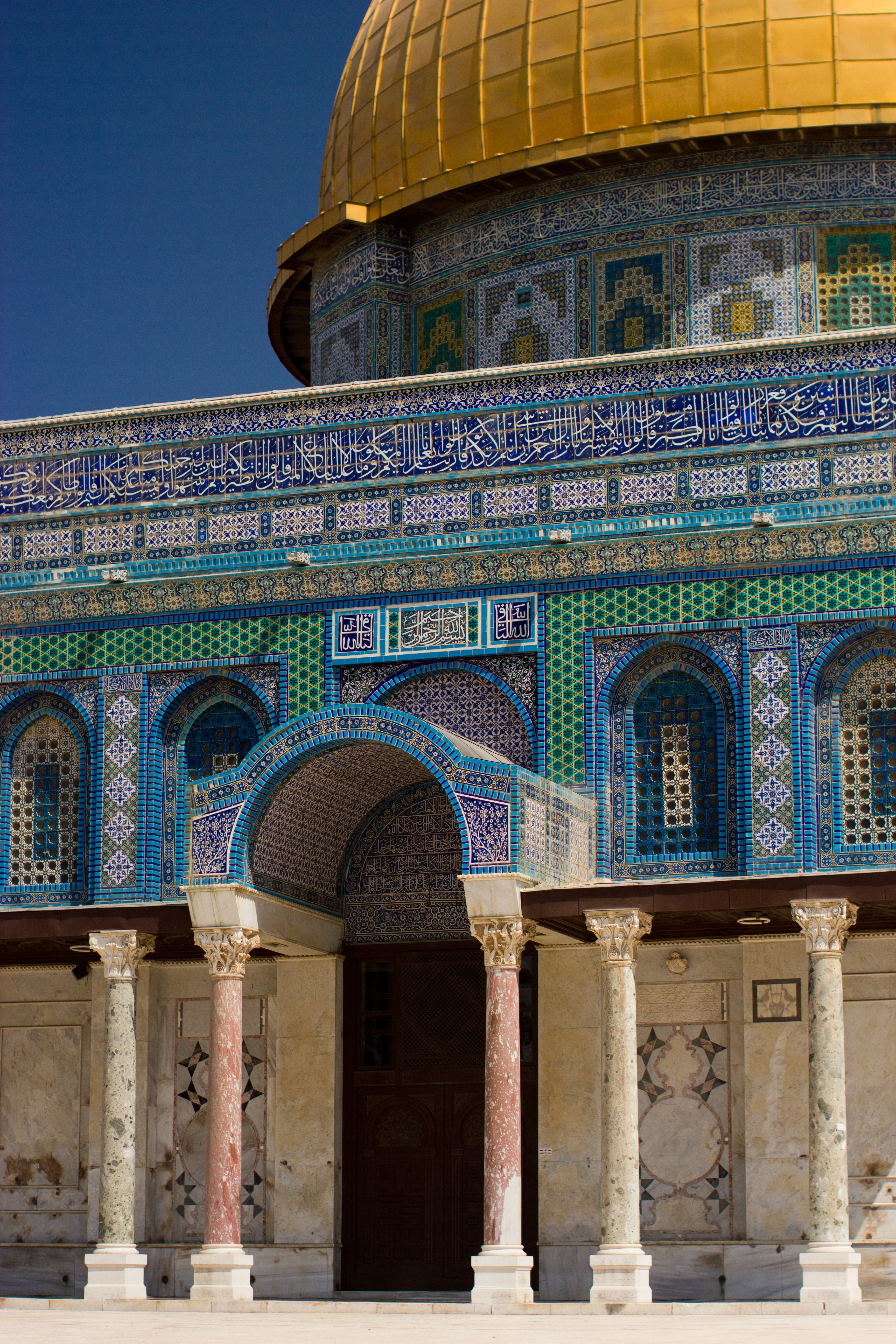
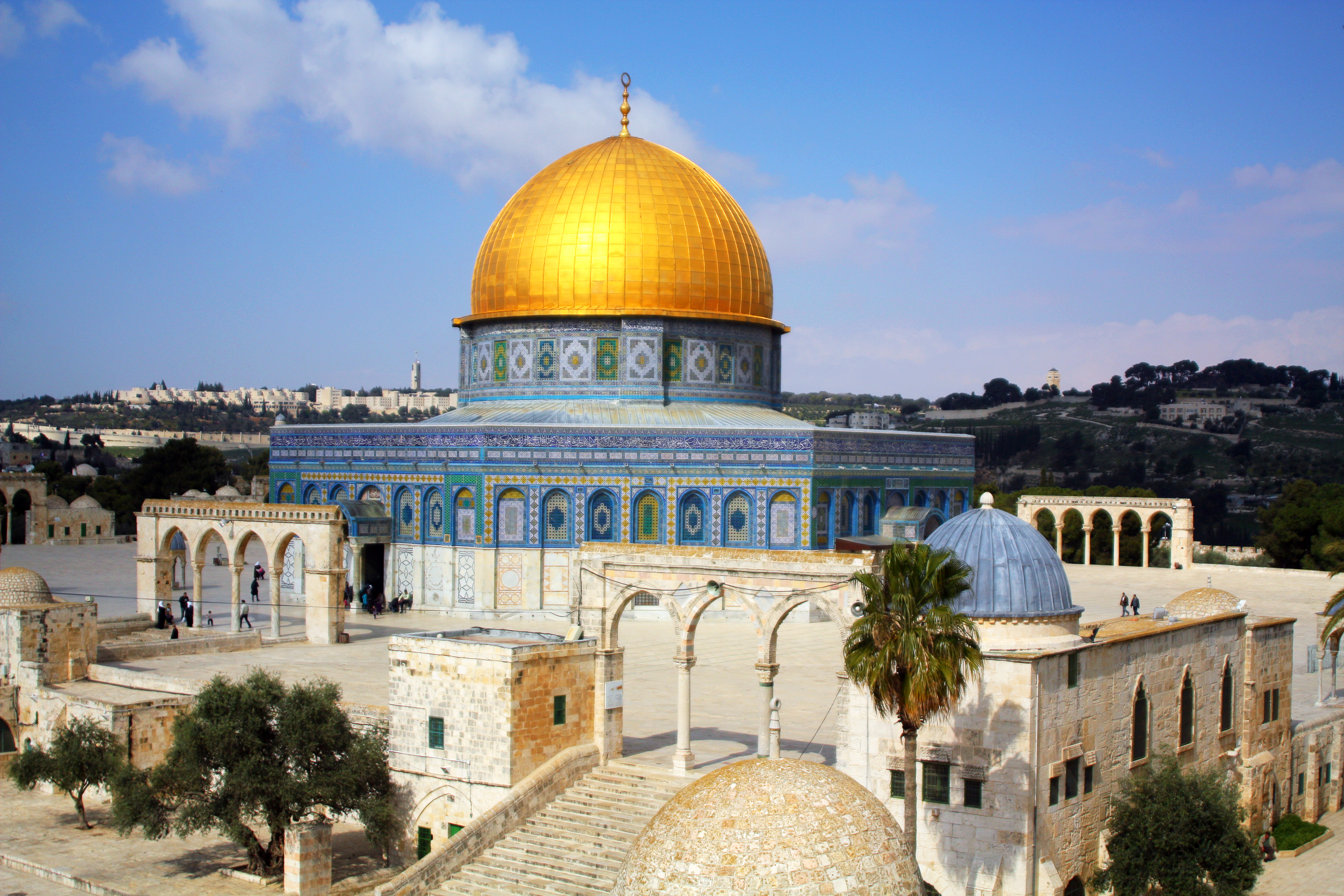
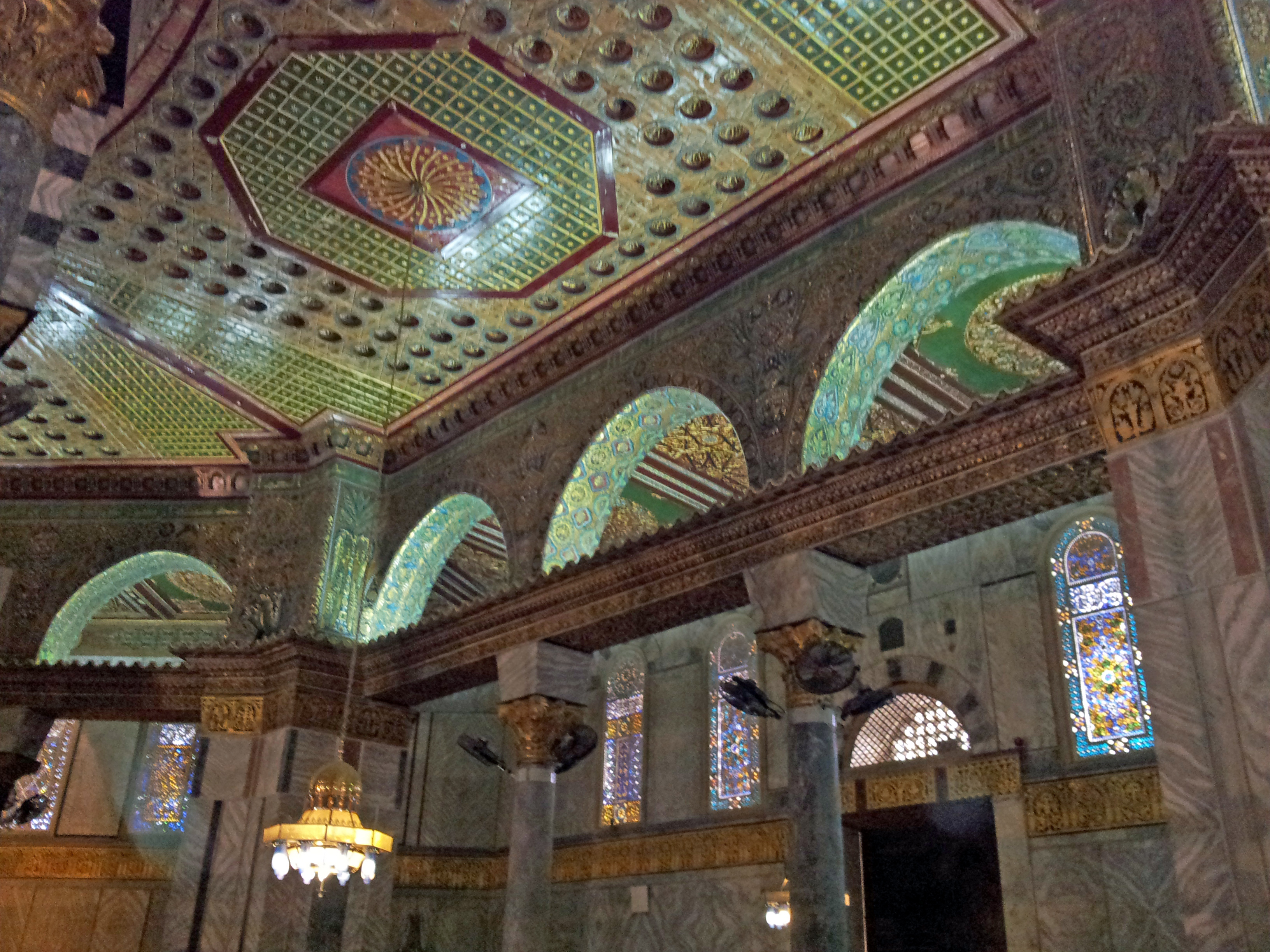
A Sziklamecset belül
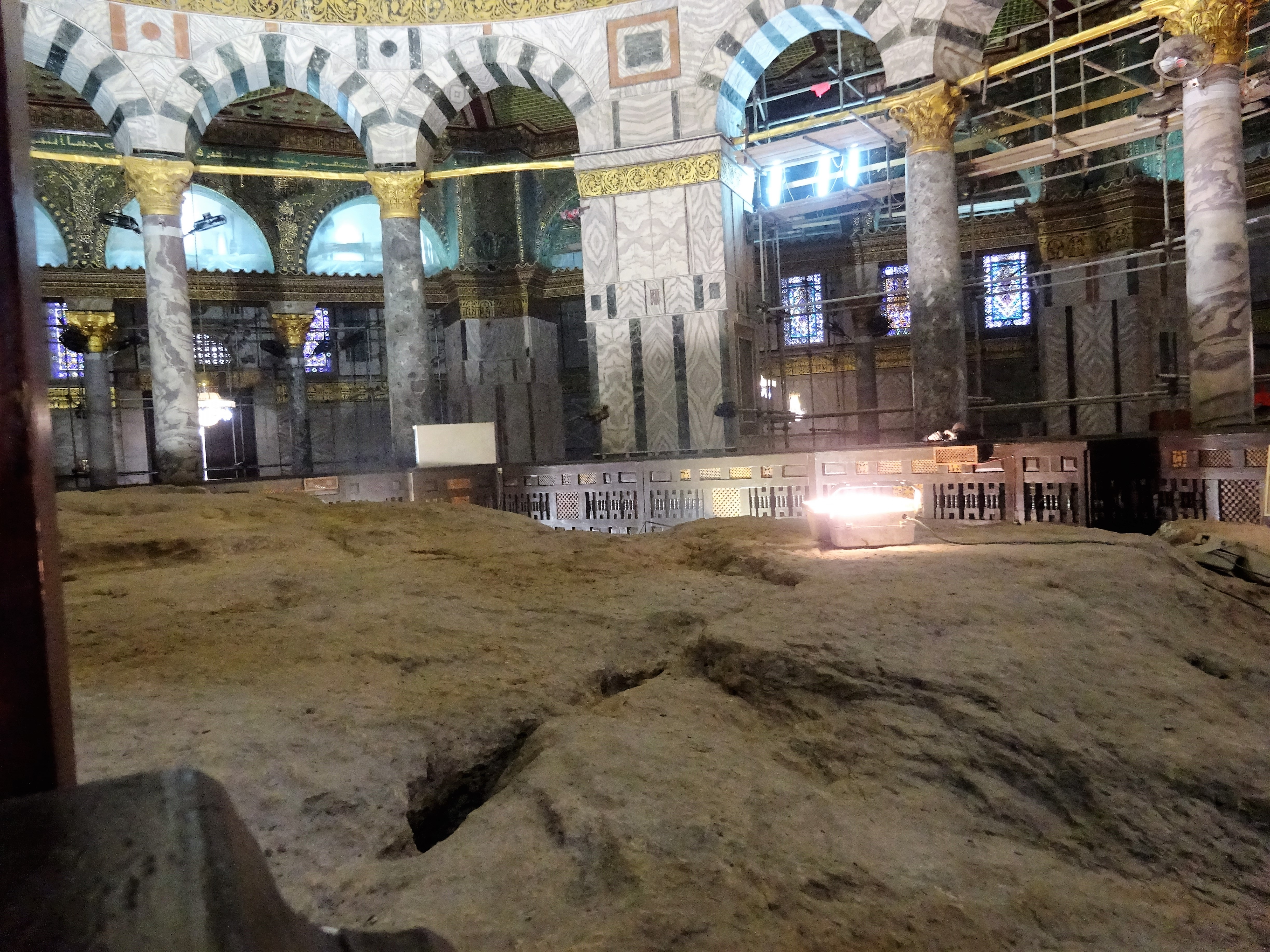
A Sziklamecset a szent sziklával